# Hosejn Kabi
Hosejn Kabi, Hossein Kaebi (per. حسین کعبی, ur. 23 września 1985 w Ahwazie) – piłkarz irański grający na pozycji prawego obrońcy. Został dożywotnio zdyskwalifikowany z gry w kadrze narodowej po tym, jak założył zielone opaski na meczu z Koreą Płd. w Seulu, wyrażając swoje niezadowolenie z oszustw podczas ostatnich wyborów prezydenckich w Iranie. Wraz z nim zostały zdyskwalifikowane także inne gwiazdy reprezentacji Iranu (Ali Karimi, Mehdi Mahdawikia oraz Wahid Haszemian)

## Kariera klubowa
Piłkarską karierę Kabi rozpoczął w akademii piłkarskiej klubu Esteghlal Ahwaz. W 2002 roku zasilił inną drużynę z rodzinnego Ahwazu, Foolad Ahwaz i w jej barwach zadebiutował w pierwszej lidze. Grał tam do połowy sezonu 2004/2005, w którym wywalczył mistrzostwo Iranu. Na rundę wiosenną wypożyczono go do katarskiego Al-Sadd. Latem 2005 wrócił do Fooladu, a w 2006 roku został zawodnikiem Emirates Club ze Zjednoczonych Emiratów Arabskich.
Na początku 2007 roku Kabi podpisał kontrakt z jednym z czołowych klubów w Iranie, Persepolisem, ale latem zainteresował się nim angielski Leicester City i zawodnik trafił do tego klubu (podpisał 2-letni kontrakt). W Football League Championship zadebiutował 25 sierpnia w wygranym 4:1 meczu z Watfordem. W Leicester rozegrał tylko 4 spotkania, a po zwolnieniu menedżera Martina Allena został odesłany do rezerw. Na początku 2008 roku wrócił do Persepolisu. Następnie grał w takich klubch jak: Saipa Karadżm Steel Azin i Rah Ahan, a w 2013 roku został zawodnikiem klubu Sanat Naft Abadan.

## Kariera reprezentacyjna
W reprezentacji Iranu Kabi zadebiutował 6 lutego 2002 w przegranym 2:3 towarzyskim meczu ze Słowacją. W 2004 roku zagrał w Pucharze Azji 2004 i przywiózł stamtąd brązowy medal. W 2006 roku Branko Ivanković powołał go do kadry na Mistrzostwa Świata w Niemczech, na których wystąpił we wszystkich 3 meczach grupowych: przegranych 1:3 z Meksykiem i 0:2 z Portugalią oraz zremisowanym 1:1 z Angolą. W 2007 roku wystąpił w Pucharze Azji 2007 - dotarł do ćwierćfinału.